# Canoa/kayak ai Giochi della XXIX Olimpiade - C1 1000 metri maschile

## Batterie
Hanno partecipato alle batterie di qualificazione 22 atleti, suddivisi in 3 batterie: i vincitori di ogni batteria si sono qualificati direttamente per la finale, mentre i canoisti dal 2º al 7º posto hanno effettuato la semifinale.
18 agosto 2008
| Posizione | Atleta                   | Paese     | Tempo    | Note |
| --------- | ------------------------ | --------- | -------- | ---- |
| 1         | Attila Vajda             | Ungheria  | 3:55.319 | QF   |
| 2         | Florin Georgian Mironcic | Romania   | 3:57.538 | QS   |
| 3         | Marcin Grzybowski        | Polonia   | 4:02.010 | QS   |
| 4         | Miķelis Ežmalis          | Lettonia  | 4:13.777 | QS   |
| 5         | Torsten Lachmann         | Australia | 4:15.188 | QS   |
| 6         | Everardo Cristóbal       | Messico   | 4:15.280 | QS   |
| 7         | Fortunato Luis Pacavira  | Angola    | 4:39.538 | QS   |
| 8         | Sean Pangelinan          | Guam      | 4:49.284 |      |

| Posizione | Atleta               | Paese       | Tempo    | Note |
| --------- | -------------------- | ----------- | -------- | ---- |
| 1         | Vadim Menkov         | Uzbekistan  | 3:56.793 | QF   |
| 2         | Mathieu Goubel       | Francia     | 3:56.972 | QS   |
| 3         | Marián Ostrčil       | Slovacchia  | 4:00.191 | QS   |
| 4         | Aliaksandr Zhukovski | Bielorussia | 4:01.380 | QS   |
| 5         | Viktor Melantiev     | Russia      | 4:03.316 | QS   |
| 6         | Nivalter Santos      | Brasile     | 4:17.407 | QS   |
| 7         | Mikhail Yemelyanov   | Kazakistan  | 4:19.259 | QS   |

| Posizione | Atleta               | Paese     | Tempo    | Note |
| --------- | -------------------- | --------- | -------- | ---- |
| 1         | David Cal            | Spagna    | 3:58.756 | QF   |
| 2         | Andreas Dittmer      | Germania  | 4:00.505 | QS   |
| 3         | Aldo Pruna Díaz      | Cuba      | 4:02.351 | QS   |
| 4         | Thomas Hall          | Canada    | 4:05.198 | QS   |
| 5         | Andreas Kiligkaridis | Grecia    | 4:18.488 | QS   |
| 6         | Yuriy Cheban         | Ucraina   | 4:23.188 | QS   |
| 7         | Calvin Mokoto        | Sudafrica | 4:33.887 | QS   |

## Semifinali
I primi tre atleti di ogni semifinale si sono qualificati per la finale.
21 agosto 2008
| Posizione | Atleta                   | Paese      | Tempo    | Note |
| --------- | ------------------------ | ---------- | -------- | ---- |
| 1         | Thomas Hall              | Canada     | 3:58.820 | QF   |
| 2         | Florin Georgian Mironcic | Romania    | 3:59.664 | QF   |
| 3         | Aldo Pruna Díaz          | Cuba       | 4:01.745 | QF   |
| 4         | Viktor Melantiev         | Russia     | 4:02.854 |      |
| 5         | Marián Ostrčil           | Slovacchia | 4:03.696 |      |
| 6         | Everardo Cristóbal       | Messico    | 4:04.267 |      |
| 7         | Yuriy Cheban             | Ucraina    | 4:06.095 |      |
| 8         | Mikhail Yemelyanov       | Kazakistan | 4:16.813 |      |
| 9         | Miķelis Ežmalis          | Lettonia   | 4:16.820 |      |

| Posizione | Atleta                  | Paese       | Tempo    | Note |
| --------- | ----------------------- | ----------- | -------- | ---- |
| 1         | Mathieu Goubel          | Francia     | 3:57.607 | QF   |
| 2         | Andreas Dittmer         | Germania    | 3:58.595 | QF   |
| 3         | Aliaksandr Zhukovski    | Bielorussia | 3:58.851 | QF   |
| 4         | Marcin Grzybowski       | Polonia     | 4:00.226 |      |
| 5         | Andreas Kiligkaridis    | Grecia      | 4:04.627 |      |
| 6         | Torsten Lachmann        | Australia   | 4:09.792 |      |
| 7         | Nivalter Santos         | Brasile     | 4:12.556 |      |
| 8         | Calvin Mokoto           | Sudafrica   | 4:26.650 |      |
| 9         | Fortunato Luis Pacavira | Angola      | 4:40.697 |      |

## Finale
23 agosto 2008
| Posizione | Atleta                   | Paese       | Tempo    |
| --------- | ------------------------ | ----------- | -------- |
|           | Attila Vajda             | Ungheria    | 3:50.467 |
|           | David Cal                | Spagna      | 3:52.751 |
|           | Thomas Hall              | Canada      | 3:53.653 |
| 4         | Vadim Menkov             | Uzbekistan  | 3:54.237 |
| 5         | Aliaksandr Zhukovski     | Bielorussia | 3:55.645 |
| 6         | Florin Georgian Mironcic | Romania     | 3:57.876 |
| 7         | Mathieu Goubel           | Francia     | 3:57.889 |
| 8         | Andreas Dittmer          | Germania    | 3:57.894 |
| 9         | Aldo Pruna Díaz          | Cuba        | 3:59.087 |